# Judicael
São Judicael ou Judicael (c. 590 - 16 de dezembro de 647 ou 652) (galês:Ithel), também soletrado Judhael (com muitas outras variantes), foi o rei de Domnonée, parte da Bretanha, em meados do século VII e mais tarde reverenciado como um santo católico romano.

## Informações gerais
De acordo com Gregório de Tours, os bretões foram divididos em vários regna (reinos menores) durante o século VI, dos quais Domnonée, Cornouaille e Gwened são os mais conhecidos. Inicialmente, eles se comprometeram com Quildeberto I em troca de legitimidade. Eles tentaram escapar do domínio franco durante a época de Quilperico I, que subjugou Waroch II e os reinos orientais da região. Gontrão de Borgonha, irmão de Quilperico I, manteve seu senhorio sobre Waroch e os bretões formaram um estado franco tributário-vassalo durante o reinado de Dagoberto I.

## Hagiografia

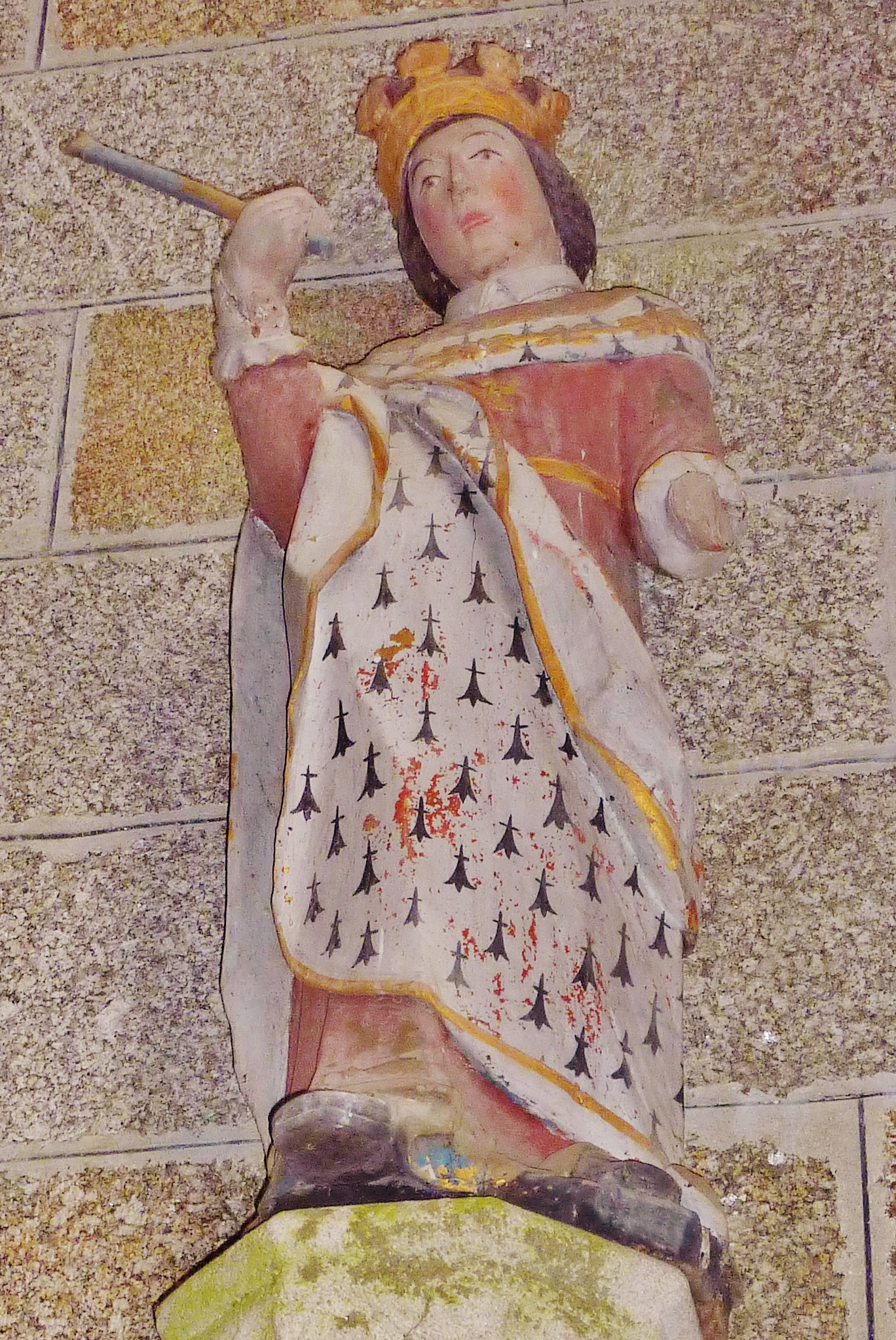
O imagem de Kergeist-Moëlou.

Judicael nasceu por volta do ano 590, filho mais velho de Judael ou Judhael, rei de Domnonée, e da rainha Prizel, filha de Ausoch, conde de Léon. Ele era o mais velho de quinze irmãos e cinco irmãs, vários dos quais, como Judoc e Guinien, eram venerados como santos.
Quando seu pai morreu, por volta de 605, embora Judicael fosse seu filho mais velho e herdeiro, o trono foi usurpado por seu irmão mais novo, Haeloc, enquanto Judicael preferiu se retirar para a Abadia de São João, em Gaël.
Após a morte de Haeloc, por volta de 615, Judicael finalmente deixou a vida monástica para trás a fim de governar Domnonée. Durante vinte anos, ele governou o reino com autoridade e sabedoria. Ele se casou em Morone por volta de 630.
Por volta de 642, Judicael se retirou novamente para a Abadia de São João, em Gaël, ou possivelmente para o mosteiro de Paimpont, que ele havia fundado. Ele deixou o trono para seu irmão, Judoc (também conhecido como Josse), mas ele também abraçou a vida monástica e os reis subsequentes de Domnonée são desconhecidos. Judicael morreu no domingo, 16 de dezembro, em 647 ou em 652. Ele foi enterrado na Abadia de Gaël, ao lado do fundador e de seu abade, Méen, e mais tarde foi declarado santo. Tradicionalmente, diz-se que ele era irmão de Judoc e Winnoc.

## Historicidade

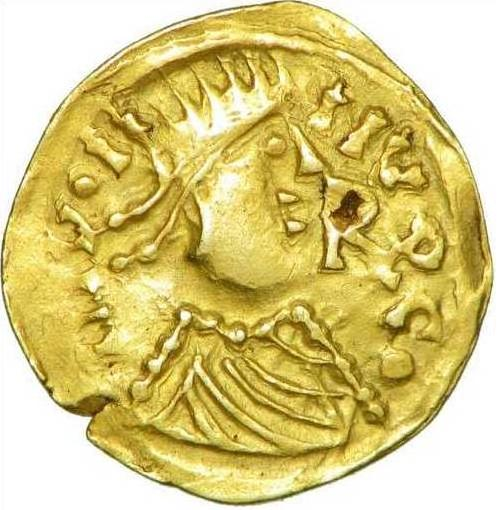
Uma moeda de ouro cunhada por Judicael na década de 630.

O bispo Ouen de Rouen, em "Vida de Éloi de Noyon" e em sua obra pseudo-Fredegar "Crônica", relata que, em 635/636, durante o reinado de Dagoberto I, os bretões atacaram as fronteiras dos francos. Ameaçado pela intervenção do exército da Borgonha, que acabara de derrotar os bascos de Soule, o rei Judicael concordou em se encontrar com o rei franco em seu palácio em Clichy. Judicael trocou presentes com Dagoberto I, reconheceu sua suserania e decretou a paz. No entanto, ele era "um homem muito religioso e tinha um grande temor de Deus" e, temendo as maneiras irreligiosas da corte real, recusou mais hospitalidade. Judicael é conhecido por ter cunhado suas próprias moedas.

## Interpretações posteriores
No Cartulário de Redon, está registrado que uma nobre chamada Roiantdreh adotou o Rei Salomão da Bretanha como herdeiro de suas terras em 869 d.C., pois seu filho Owain havia falecido antes dela. No final do documento, ela detalha sua ascendência paterna ao longo de oito gerações: "Jedechael gerou Urbien, Urbien gerou Judon, Judon gerou Custentin, Custentin gerou Argant, Argant gerou Judwal, Judwal gerou Louenan, Louenan gerou Roiantdreh". Alguns historiadores, incluindo recentemente Alan J. Raude, acreditam que, devido à presença de nomes da família dos reis de Domnonée, o ancestral de Roiantrdreh, 'Jedechael', é o rei Judicael do início do século VII. Arthur de la Borderie, no entanto, duvidou dessa identificação porque não havia nenhuma menção de que ele fosse 'rei e santo', como era de costume.
"A Vida de São Judicael", escrita no século XI por um monge chamado Ingomar, afirma que "todos os príncipes que reinaram na Bretanha desde Judicael eram descendentes desse rei", e Dom Morice usa esse fato para postular que ele era um ancestral de um pseudo-Erispoe, conde de Rennes, e dos reis posteriores da Bretanha, designando este último como o pai do rei Nominoe.
Em 1514, Alain Bouchart, em sua obra "Grandes Chroniques", construiu uma lista completa de "Reis da Bretanha", em grande parte baseada na obra fictícia de Geoffrey de Monmouth, e afirmou que eles descendiam do lendário Rei Conan Meriadoc. Para o décimo rei da lista, ele deu o nome de Judicael, tirado do rei histórico de Domnonée.
A existência desse personagem fictício foi aceita até o século XVIII nas obras de Pierre-Hyacinthe Morice de Beaubois.